# Parahemirhamphiculus
Parahemirhamphiculus is een platwormengeslacht uit de familie Ancyrocephalidae. De wetenschappelijke naam van het geslacht werd voor het eerst geldig gepubliceerd in 1969 door Bychowsky en Nagibina.

## Soorten
- Parahemirhamphiculus brevilamellatus Zhang in Zhang, Yang & Liu, 2001
- Parahemirhamphiculus longilamellatus An & Zhang, 1988
- Parahemirhamphiculus pinguis Bychowsky & Nagibina, 1969